# 劉超 (清朝)
劉超（？—？），陕西大兴人，清朝政治人物。举人出身。
咸丰五年十二月，擔任清朝廣東省潮州府豐順縣知縣。后由喬家銑接任。